# Hípica als Jocs Olímpics d'estiu de 1920 - Salts d'obstacles individual
Els salts d'obstacles individual van ser una de les set proves d'hípica que es van disputar als Jocs Olímpics d'Estiu de 1920, a Anvers. La competició es va disputar el 12 de setembre de 1920, amb la participació de 25 gents procedents de 6 nacions diferents.

## Medallistes
| Or                           | Plata                      | Bronze                      |
| Tommaso di Assaba i Trebecco | Alessandro Valerio i Cento | Carl Lewenhaupt i Mon Coeur |

## Classificació final
| Pos.   | Binomi                          | Binomi            | Nació        | Penalitacions |
| Pos.   | Genet                           | Cavall            | Nació        | Penalitacions |
| ------ | ------------------------------- | ----------------- | ------------ | ------------- |
| Or     | Tommaso Lequio di Assaba        | Trebecco          | Itàlia       | 2,00          |
| Plata  | Alessandro Valerio              | Cento             | Itàlia       | 3,00          |
| Bronze | Carl Gustaf Lewenhaupt          | Mon Coeur         | Suècia       | 4,00          |
| 4      | Paul Michelet                   | Raven             | Noruega      | 5,00          |
| 5      | Ferdinand de la Serna           | Arsinoe           | Bèlgica      | 6,00          |
| 5      | Lars von Stockenström           | Reward            | Suècia       | 6,00          |
| 7      | Henry Allen                     | Don               | Estats Units | 7,00          |
| 7      | Santorre de Rossi di Santa Rosa | Neruccio          | Itàlia       | 7,00          |
| 7      | Roger Moeremans d'Emaüs         | Sweet Girl        | Bèlgica      | 7,00          |
| 10     | Garibaldi Spighi                | Virginia          | Itàlia       | 8,00          |
| 10     | Edmond L'Hotte                  | Kabyle            | França       | 8,00          |
| 12     | John Downer                     | Dick              | Estats Units | 8,50          |
| 13     | Eugen Johansen                  | Nökken            | Noruega      | 9,00          |
| 14     | Åge Lundström                   | Eros              | Suècia       | 9,75          |
| 15     | Gustaf Kilman                   | Irving            | Suècia       | 10,00         |
| 15     | Jules Bonvalet                  | Weppelghem        | Bèlgica      | 10,00         |
| 17     | Ruggero Ubertalli               | Proton            | Itàlia       | 10,25         |
| 18     | William West                    | Prince            | Estats Units | 12,00         |
| 19     | Emilio Benini                   | Passero           | Itàlia       | 13,00         |
| 20     | Jacques Alquir-Bouffard         | Dahlia            | França       | 13,25         |
| 21     | Ghislain de Briey               | Perfect Gentleman | Bèlgica      | 13,50         |
| 22     | Franck Tisnés                   | Ugolin            | França       | 17,00         |
| 23     | Nils Åkerblom                   | Heikki            | Suècia       | 19,50         |
| 24     | Allan Ekman                     | Tagore            | Suècia       | 21,50         |
| 25     | Jacques Misonne                 | Gaucho            | Bèlgica      | 23,25         |